# Гольдшмидт, Хуго
Ху́го Го́льдшмидт (нем. Hugo Goldschmidt; 1859, Бреслау — 1920, Висбаден) — немецкий музыковед
, специалист по истории вокала.
Ученик Юлиуса Штокхаузена. Преподавал в Консерватории Клиндворта-Шарвенки.
Опубликовал монографии «Итальянские методы обучения пению XVII века и их значение для современности» нем. Die italienische Gesangsmethode des XVII. Jahrhunderts und ihre Bedeutung für die Gegenwart; Бреслау, 1892, репринт 1997), «Теория вокальной орнаментики» (нем. Die Lehre von der vokalen Ornamentik; Шарлоттенбург, 1907, репринт 1998), «Музыкальная эстетика XVIII столетия и её отношение к художественному творчеству той же эпохи» (нем. Die Musikasthetik des 18. Jahrhunderts und ihre Beziehungen zu seinem Kunstschaffen; Цюрих, 1915, репринт 1968) и др. Подготовил том альманаха «Denkmäler der Tonkunst in Bayern», посвящённый оперному творчеству Томмазо Траэтты (1913).